# Wallonie-Bruxelles/Saison 2019
Dieser Artikel listet Erfolge und Fahrer des Radsportteams Wallonie-Bruxelles in der Saison 2019 auf.

## Erfolge in der UCI Europe Tour
| Datum        | Rennen                              | Kat. | Fahrer              |
| ------------ | ----------------------------------- | ---- | ------------------- |
| 27. März     | 1a. Etappe Settimana Internazionale | 2.1  | Emils Liepins       |
| 30. März     | 4. Etappe Settimana Internazionale  | 2.1  | Ludovic Robeet      |
| 7. April     | La Roue Tourangelle                 | 1.1  | Lionel Taminiaux    |
| 17. Mai      | 1. Etappe Aragon-Rundfahrt          | 2.1  | Justin Jules        |
| 2. Juni      | Rund um Köln                        | 1.1  | Baptiste Planckaert |
| 3. August    | 2. Etappe Kreiz Breizh Elites       | 2.2  | Mathijs Paasschens  |
| 2.–5. August | Gesamtwertung Kreiz Breizh Elites   | 2.2  | Mathijs Paasschens  |

## Mannschaft
| Teamkader 2019                                | Teamkader 2019     | Teamkader 2019 | Teamkader 2019                        |
| Name                                          | Geburtsdatum       | Land           | Vorheriges Team                       |
| --------------------------------------------- | ------------------ | -------------- | ------------------------------------- |
| Kenny Dehaes                                  | 10. November 1984  | Belgien        | Wanty-Groupe Gobert (2017)            |
| Kevyn Ista                                    | 22. November 1984  | Belgien        | IAM Cycling (2014)                    |
| Justin Jules                                  | 20. September 1986 | Frankreich     | Veranclassic-Ago (2016)               |
| Emīls Liepiņš                                 | 29. Oktober 1992   | Lettland       | ONE Pro Cycling (2018)                |
| Eliot Lietaer                                 | 15. August 1990    | Belgien        | Sport Vlaanderen-Baloise (2017)       |
| Kenny Molly                                   | 24. Dezember 1996  | Belgien        | AGO-Aqua Service (2018)               |
| Julien Mortier                                | 20. Juli 1997      | Belgien        | AGO-Aqua Service (2017)               |
| Aksel Nõmmela                                 | 22. Oktober 1994   | Estland        | BEAT Cycling Club (2018)              |
| Mathijs Paasschens                            | 18. März 1996      | Niederlande    | Home Solution-Anmapa-Soenens (2018)   |
| Dimitri Peyskens                              | 26. November 1991  | Belgien        | Veranclassic-Ago (2016)               |
| Baptiste Planckaert                           | 28. September 1988 | Belgien        | Katusha-Alpecin (2018)                |
| Ludovic Robeet                                | 22. Mai 1994       | Belgien        | Color Code-Arden'Beef (2016)          |
| Franklin Six                                  | 29. Dezember 1996  | Belgien        | AGO-Aqua Service (2017)               |
| Lukas Spengler                                | 16. September 1994 | Schweiz        | BMC Development (2016)                |
| Lionel Taminiaux                              | 21. Mai 1996       | Belgien        | AGO-Aqua Service (2018)               |
| Tom Wirtgen                                   | 4. März 1996       | Luxemburg      | AGO-Aqua Service (2018)               |
| Jonas Castrique (1. Aug.–31. Dez., Stagiaire) | 13. Januar 1997    | Belgien        | Lotto-Soudal U23 (2018)               |
| Laurens Huys (1. Aug.–31. Dez., Stagiaire)    | 24. September 1998 | Belgien        | Lotto-Soudal U23 (2019)               |
| Tom Paquot (18. Sep.–31. Dez., Stagiaire)     | 22. September 1999 | Belgien        | Wallonie-Bruxelles Development (2019) |
| Lukas Spengler (10. Okt.–31. Dez., Stagiaire) | 16. September 1994 | Schweiz        | BMC Development (2016)                |
| Luc Wirtgen (1. Aug.–31. Dez., Stagiaire)     | 7. Juli 1998       | Luxemburg      | Leopard Pro Cycling (2018)            |
|                                               |                    |                |                                       |
| Quellen: ProCyclingStats Cycling Quotient     |                    |                |                                       |